# Macizo Asturiano

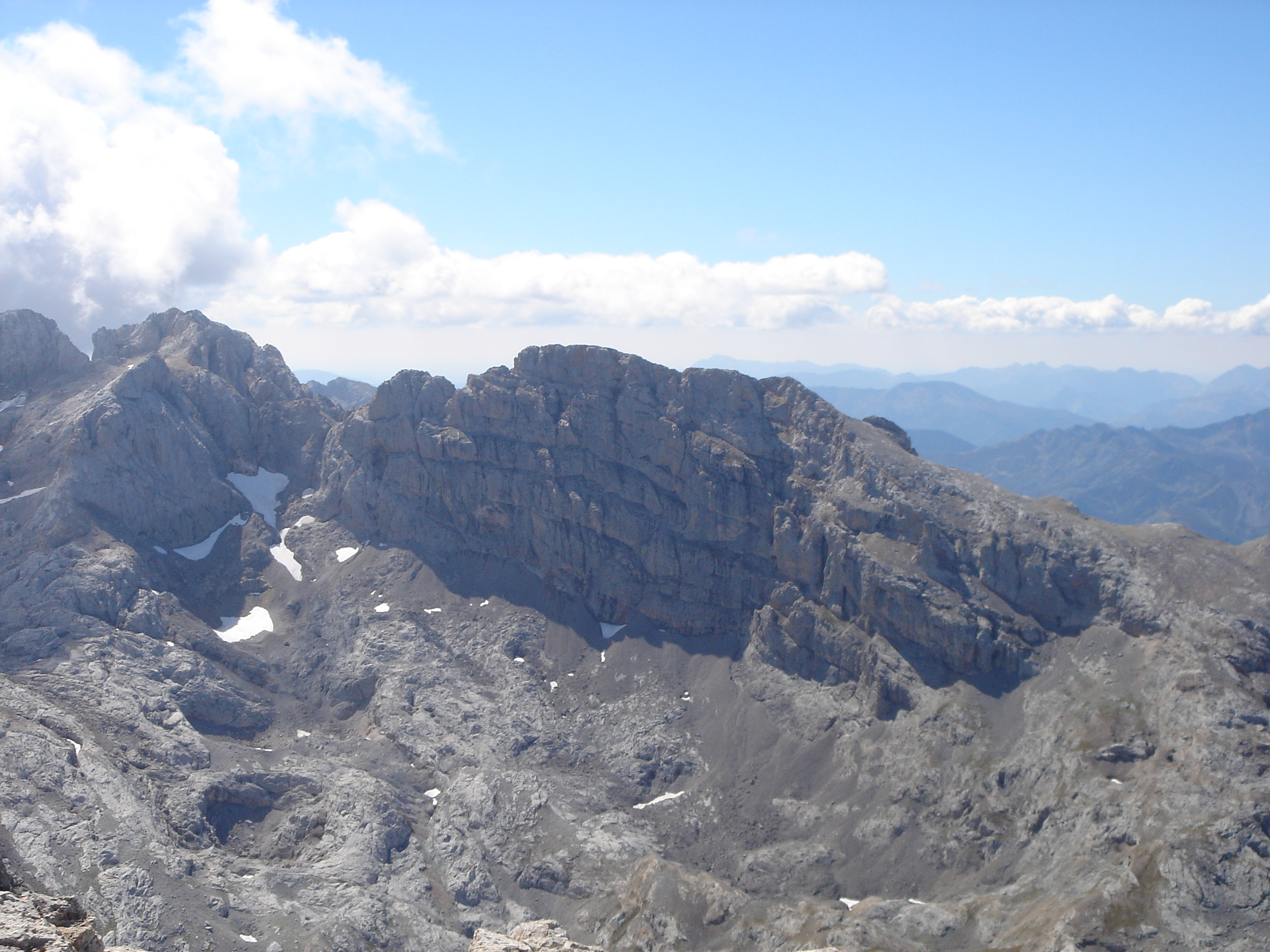
El imponente murallón norte de la Torre de la Palanca (2614 m).

El macizo Asturiano es un macizo montañoso localizado en el norte de España, una de tres subdivisiones de la cordillera Cantábrica, junto con las montañas de Cantabria y los montes Vascos.

## Geología

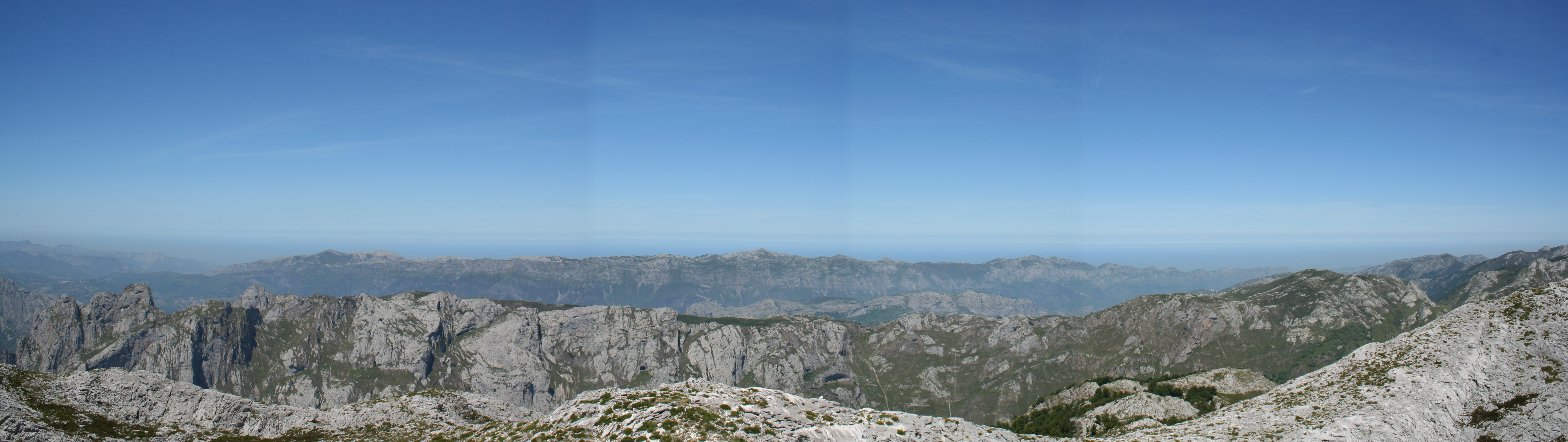
Vista de la sierra del Cuera, mar Cantábrico, rasa de Llanes-Ribadedeva, imagen desde peña Maín en los Picos de Europa.

El macizo asturiano, desde el punto de vista geológico, forma parte del macizo Hespérico y tiene gran complejidad debido a su larga historia geológica y está muy estructurado y condicionado por el sistema tectónico. Las principales líneas de estructura se enlazan con un gran arco proveniente del sur de Portugal, si bien al llegar a la zona norte cambia su dirección de Sur-Norte a Norte-Sur. 
El macizo contiene fallas, plegamientos y mantos de cabalgamiento, diferentes tipos geológicos que implican una formación muy compleja. Dentro del macizo asturiano se consideran dos zonas: el macizo o zona Asturoccidental-leonesa (ZAOL) y el macizo o zona Cantábrica (ZC):

### Zona Cantábrica (ZC)

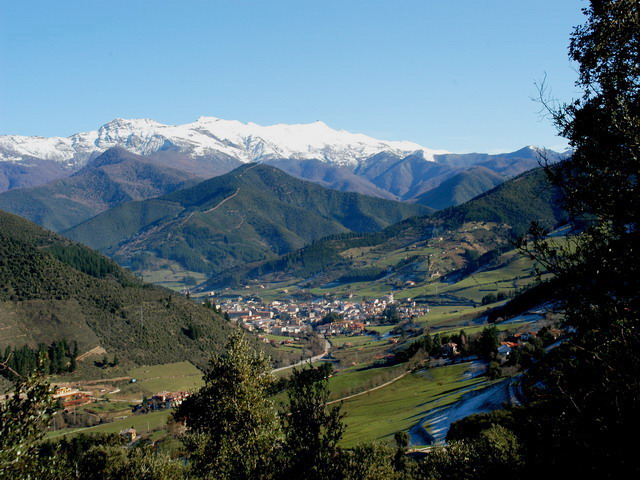
Potes en la comarca de Liébana y vista general de la zona.

El macizo cantábrico está situado geológicamente entre el anticlinorio del Narcea por el oeste y los afloramientos mesozoicos de la cuenca sedimentaria por el este. Posee series completas principalmente del Paleozoico. Sobre esto se encuentra una sedimentación detrítica y carbonatada lo que indica su inicio como medio húmedo con una cuenca sedimentaria sobre la cual se formaría el macizo en una serie de etapas (pliegues y cabalgamientos, desgarres y reactivaciones de bloques,...).
Según parece se originaron movimientos epirogénicos en el paleozoico inferior y medio, pero las fases de plegamiento más importantes se debieron dar en el Carbonífero. En el paleozoico superior es cuando se generan grandes fallas que condicionarán la evolución posterior del relieve. Se pueden indicar varias regiones geológicas dentro del macizo Cantábrico:
- En el sureste, unidad de cabalgamientos y mantos.
- Al suroeste, plegamientos, pero menos intensos.
- En el centro, la cuenca central de sedimentación carbonífera.
- En el noreste, cabalgamientos y mantos paleozoicos.
- En el este, la zona de Liébana, fosa tectónica rodeada de materiales paleozoicos (escamas, mantos,...)

### Zona Asturoccidental-leonesa (ZAOL)

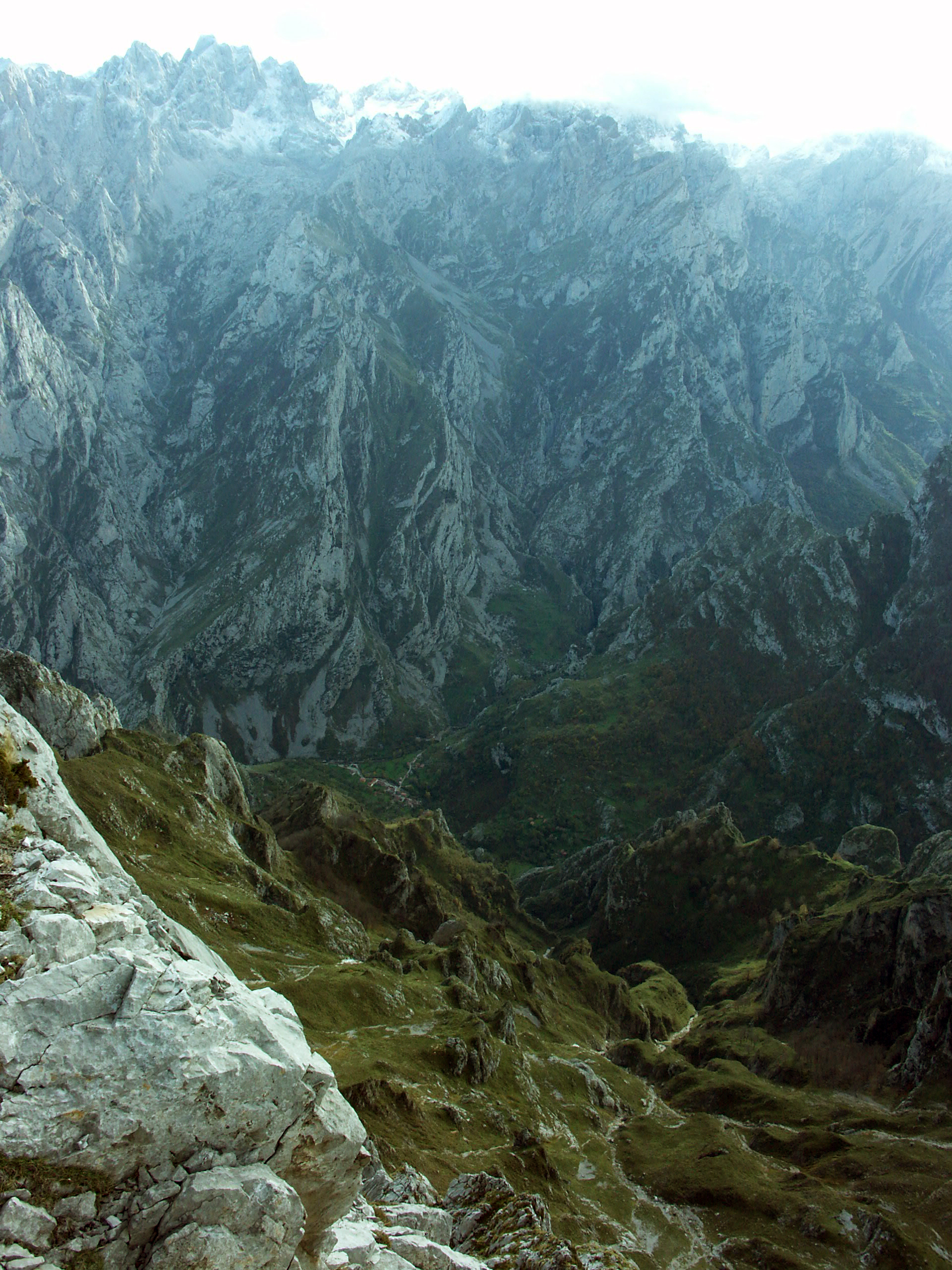
2200 metros de desnivel desde la cumbre del Torrecerrdo hasta el pueblo de Caín, aquí vistos desde el Cuvicente.

Es una zona geológica compleja, estructurada y dominada por la tectónica que adquiere una disposición en forma de arco. En este arco aparecen sinclinales, anticlinales, pliegues tumbados y cabalgamientos. Desde el punto de vista litológico presenta una serie paleozoica completa en la que aparecen materiales del Precámbrico, Cambriano, Ordovícico, etc. Son fundamentalmente pizarras deleznables, cuarcitas resistentes y algunos niveles carbonatados. Toda la ZAOL está metamorfizada aumentando el grado de metamorfismo hacia el Oeste, hacia lo que fue el núcleo del orógeno Varisco.
En las dos tectónicas se han producido pliegues y fallas y el resultado es un relieve extremadamente complejo, que se divide en tres subzonas: Asturoccidental-leonesa, manto de Mondoñedo y Truchas-Caurel.

## Orografía
Durante la Era Cenozoica, la era del gran plegamiento alpino que formó las cordilleras actuales como los Alpes, Andes e Himalayas, el Macizo Hespérico sufrirá rebajamientos y cambios, pero en general, se comportará como un bloque rígido y emergido.
Durante el periodo Mesozoico se generan transgresiones y se forman cuencas de sedimentación en torno al macizo elevado. Debido a esto en el secundario el macizo permanece erguido lo que le somete a la erosión. En la era Cenozoica dentro de la tectónica alpina se suceden las reactivaciones y arrasamientos que produce un macizo erosionado, con zonas nuevas por las reactivaciones de las placas con fracturas y plegamientos. Así de esta forma se crea la cordillera cantábrica, zonas costera, montaña prelitoral, sierra del Cuera,fosa de Liébana, surco prelitoral en Cangas de Onís y fallas en Cabrales.
Las rasas litorales de Principado de Asturias (Llanes, Ribadedeva, etc) y las cántabras indican que estuvieron sumergidas bajo el nivel del mar. Así de esta forma hace 18 000 años los montes cantábricos estarían situados unos cien metros bajo el nivel del mar. En la  transgresión flandriense (holocénica) se forman los acantilados.

### Picos de Europa

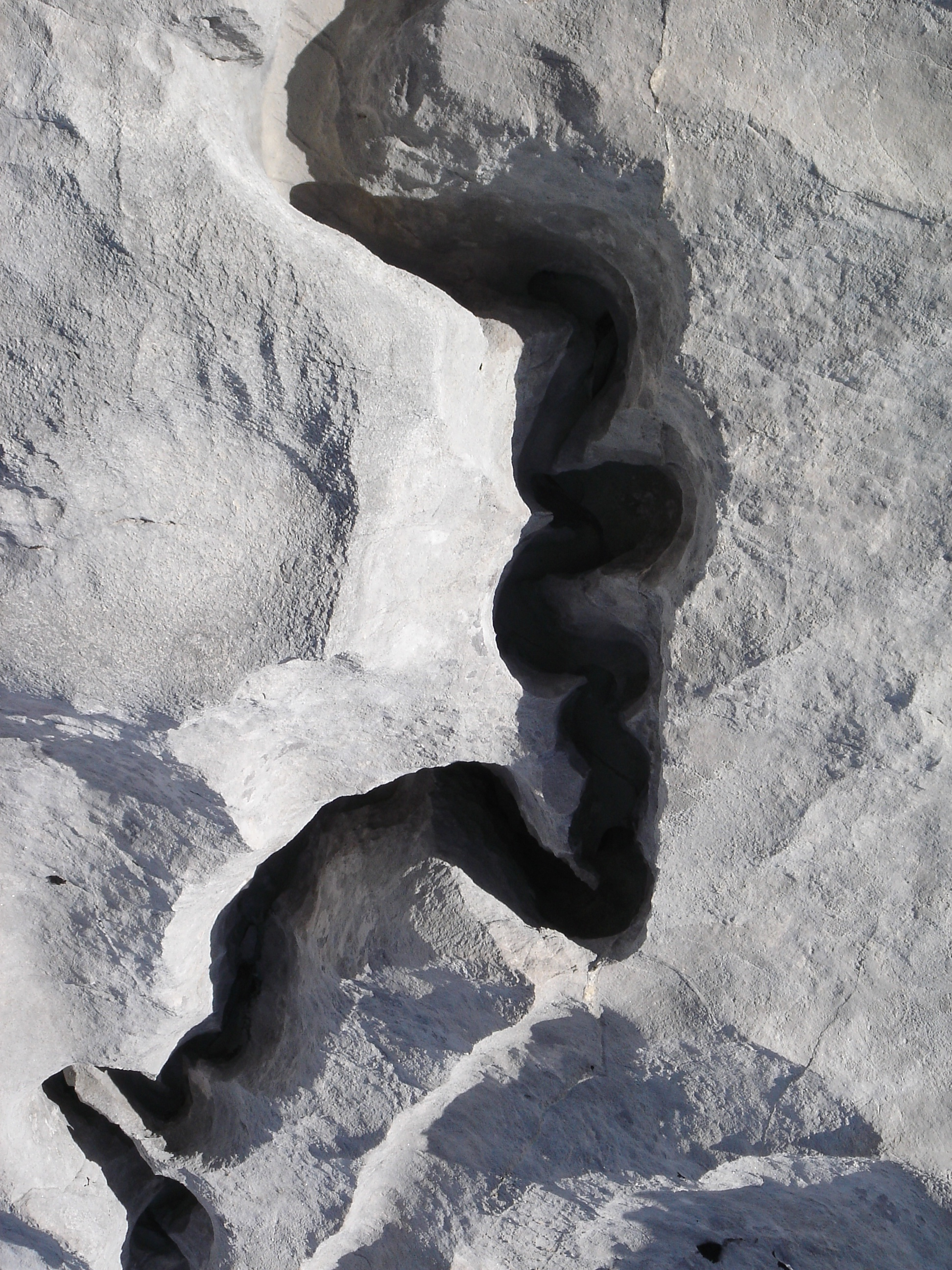
La erosión de la caliza hace que aparezcan los lapiaces.

De todo este último sector cabe destacar los Picos de Europa, macizo calcáreo de tectónica y paisaje complejos. en este sector las diferencias de desnivel son notables entre el macizo erosinado con las alturas ocasionadas por el plegamiento alpino. Así podemos encontrar zonas de alternancia de fosas con picos altos, lo que crea diferencias de 2000 metros como en la zona de Sotres o Liébana. La abundancia de silicatos en las fosas hace fácil su erosión por parte de los ríos creando gargantas y desfiladeros (Garganta del Cares, Desfiladero de Los Beyos, hoces del Besaya, etc).
Todo este conjunto de fosas y plegamientos alpinos acarrea desde el punto de vista hidrográfico la existencia de ríos con cuencas muy marcadas por la erosión creando desfiladeros, gargantas y hoces. Otra característica importante es la gran pendiente a salvar por los ríos pues pasan de cumbres de más de 2000 metros a desembocar en el mar en apenas cuarenta kilómetros.
Si bien los Picos de Europa se encuentran en la línea que forma la Cordillera Cantábrica, es necesario diferenciarlos de ésta por su formación más reciente. Mientras que la Cordillera está constituida por materiales del Paleozoico (con una antigüedad estimada de entre 300 y 600 millones de años), los Picos de Europa esperaron hasta los últimos capítulos de esta era, al Paleozoico Superior y más concretamente a lo que se dio en llamar la Orogenia Hercínica, para ser arrancados de la tierra en forma de monumentales moles calizas. 

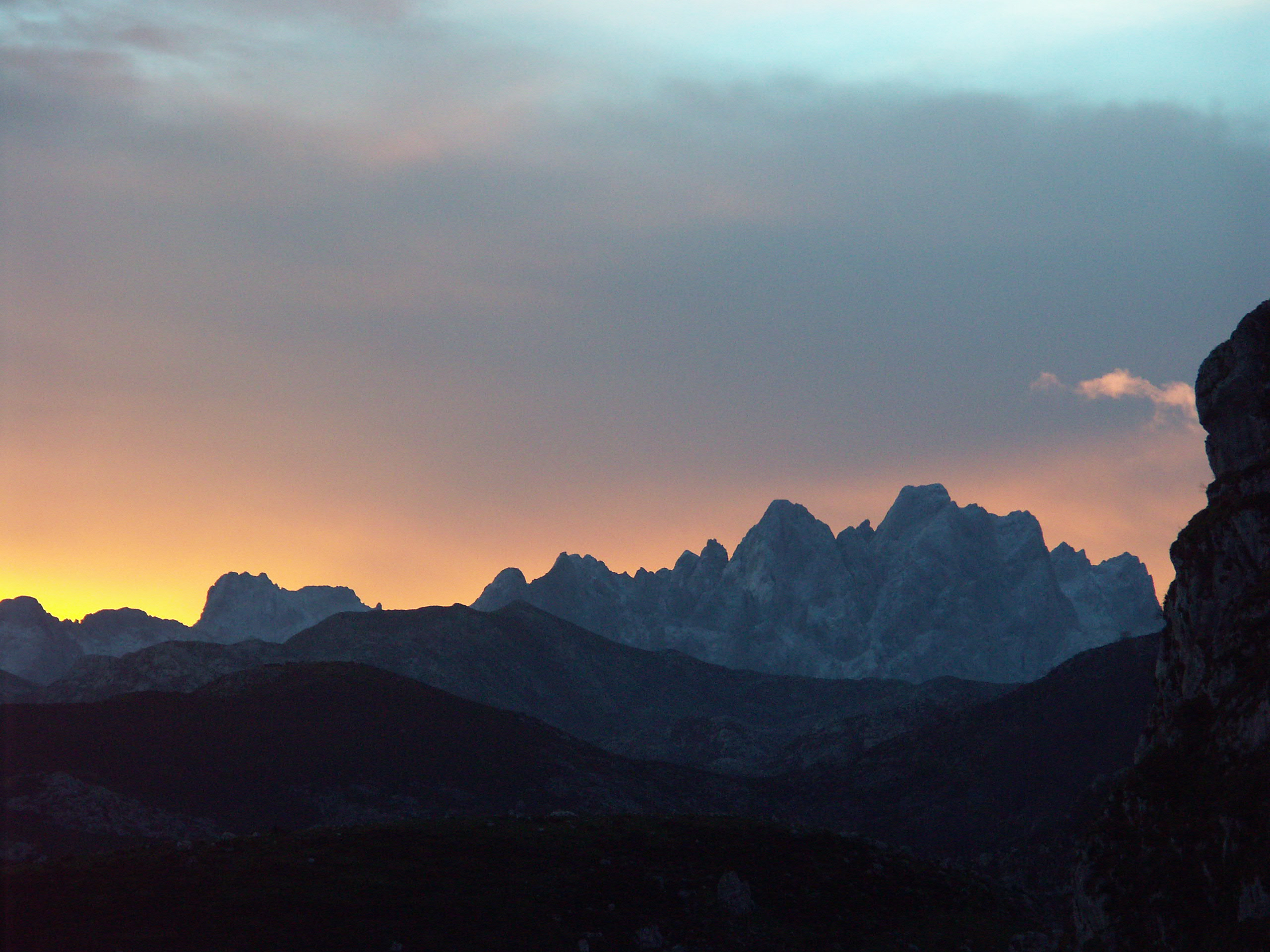
Los Urrieles, encabezados por el Pico de los Cabrones y Torrecerredo desde las inmediaciones del Lago Enol, en el Macizo Occidental.

Los materiales que componen estas montañas pertenecen, dentro de la Orogenia Hercínica, a las edades Dinantiense, Namuriense y Westfaliense y tienen una antigüedad que oscila entre los 250 y los 300 millones de años. Posteriormente los efectos de la erosión y la glaciación en el Cuaternario han ido modelando los Picos hasta darles el aspecto que presentan en la actualidad. Esa erosión, que tanto efecto que tiene en la caliza, es lo que genera los característicos campos de lapiaz y los canalizos de las paredes. El carácter kárstico del paisaje de Picos es lo que hace que el agua procedente de las precipitaciones se filtre rápidamente al subsuelo y circule subterráneamente hasta emanar fuera de los macizos. 
Aunque durante el Cuaternario los glaciares eran algo común en Picos de Europa y llegaban a altitudes muy bajas (por debajo de los mil metros), hoy en día no se conservan glaciares en estas montañas, si bien sí se puede destacar la presencia de múltiples neveros, como el nevero del Jou Negro a los pies de Torrecerredo o Cemba Vieya, en Peña Santa de Enol.

## Glaciación
Durante el Pleistoceno, dentro del Cuaternario, en la montaña cantábrica se depositan las masas de hielo en las cumbres más altas. Esta actividad glaciar erosiona la superficie dejando diferentes huellas, como la acumulación morrénica, en todo el eje montañoso. Tras esta glaciación, el deshielo provoca de nuevo erosiones.
De esta forma en los sectores más elevados del macizo (Macizo del Cordón, Salienta, Valgrande, Ubiña entre otros) aparecen glaciares. Estos glaciares son más acusados en la zona de Picos de Europa gracias a la naturaleza cárstica de las rocas que son más fáciles de erosionar.
- Datos: Q5988848